# Roodvleugelmiertimalia
De roodvleugelmiertimalia (Phlegopsis erythroptera) is een zangvogel uit de familie Thamnophilidae (miervogels).

## Verspreiding en leefgebied
Deze soort komt voor in het westen van het Amazonegebied en telt twee ondersoorten:
- P. e. erythroptera: van zuidelijk Venezuela tot oostelijk Ecuador, noordoostelijk Peru en noordwestelijk Brazilië.
- P. e. ustulata: oostelijk Peru, noordwestelijk Bolivia en amazonisch zuidwestelijk Brazilië.

## Gedrag
De roodvleugelmiertimalia is een gespecialiseerde miervolger die leeft van opgejaagde insecten rond de roofcolonnes van trekmieren, vooral van Eciton burchellii. Andere vogels worden agressief van de colonne verjaagd. De vogels eten niet de mieren zelf; ze zijn in competitie met de mieren om dezelfde prooi: het is een vorm van kleptoparasitisme. 

## Status
De grootte van de populatie is niet gekwantificeerd maar de soort wordt omschreven als zeldzaam. Op de Rode lijst van de IUCN heeft deze soort de status niet bedreigd.